# Jennifer Devoldère
Pour les articles homonymes, voir Devoldère.
Jennifer Devoldère est une réalisatrice et scénariste française, née le 14 mars 1974,. Elle est la nièce de l'acteur Bruno Devoldère.

## Filmographie

### Réalisatrice et scénariste
- 1997 : Nous habitons tous une île déserte (court métrage)
- 2006 : Ming d'or (court métrage)
- 2009 : Jusqu'à toi
- 2011 : Et soudain, tout le monde me manque
- 2023 : Sage-homme
- 2024 : Le Panache

### Scénariste
- 2011 : Je n'ai rien oublié de Bruno Chiche
- 2023 : Zodi et Téhu, frères du désert d'Éric Barbier